# استيبان إسبينوزا
استيبان إسبينوزا هو دراج إكوادوري، ولد في 19 فبراير 1962.

## وصلات خارجية
- استيبان إسبينوزا على موقع إحصائيات الدراجات الإحترافية (الإنجليزية)
- استيبان إسبينوزا على موقع أوليمبيديا (الإنجليزية)